# وتار يهأمن
وتار يهأمن بن الشرح يحضب (نحو 90م - 132م): ملك سبأ وذي ريدان،وتعود أصول والده "الشرح يحضب الأول" إلى ربع مرثد من قبيلة بكيل ومحلها شبام أقيان الواقعة في الشمال الغربي من صنعاء،ومنذ حوالي العام 120م، كان وتار يهأمن مشاركاً لأبيه في إدارة شؤون الدولة، لكن دون نعت ملك، وقد ورد اسمه إلى جانب والده في سبعة نقوش.ولدينا نقشاً واحد (Ḍulaʿ 1) يشارك وتار والده عرش سبأ بلقب (إليشرح يحضب وابنه وتار ملكي سبأ وذي ريدان) وذلك حوالي سنة 125م، وكان حينها دون لقب "يهأمن"، الذي اكتسبه بعد وصوله للعرش.
تولى وتار يهأمن عرش سبأ بعد والده الشرح يحضب الأول حوالي العام 125م، واستمر في الحكم حتى عام مقتله سنة 132م، ويعتقد خلدون نعمان أنه مقتله كان على يد سعد شمس أسرع.ولدينا من عهده المنفرد ثلاثة عشر نقشاً من غير المكرر،وهو معاصر للملك ياسر يهصدق وشمر بن ياسر يهصدق من الجانب السبئي-الريداني.يبدو أن الملك وتار يهأمن واجه ظروفاً قاسية وتحديات، منها تمرد خولان الجديدة في صعدة مرتين،ويبدو أن "خولان الجديدة" في أنحاء صعدة لم يرضوا عن انقلاب الشرح يحضب الأول،ربما ذلك بتحريض من من ملوك ذي ريدان، وقد استمرت تمردات خولان الجديدة حتى زمن نشأ كرب يأمن يهرحب.
خلف وتار يهأمن على عرش سبأ "سعد شمس أسرع وابنه مرثد يهحمد" أقيال قبيلة سماهر من ذماري، وهما ليس أول من وصل للحكم من ذي جرة، فسبقهم نشأ كرب يهأمن قبل عدة عقود من وصولهما لعرش سبأ.

### هوامش
1. ↑  لدينا نقش برونزي من منطقة عمران، ربما يعود إلى وتار قبل وصوله إلى مناصبه السياسية، وينتسب فيه وتار إلى قبيلته مرثد بلفظ "وتار من مرثد"، ربما النقش يعود له (النقش: CIH 83). نسخة محفوظة 2023-12-24 على موقع واي باك مشين.